# Inventar

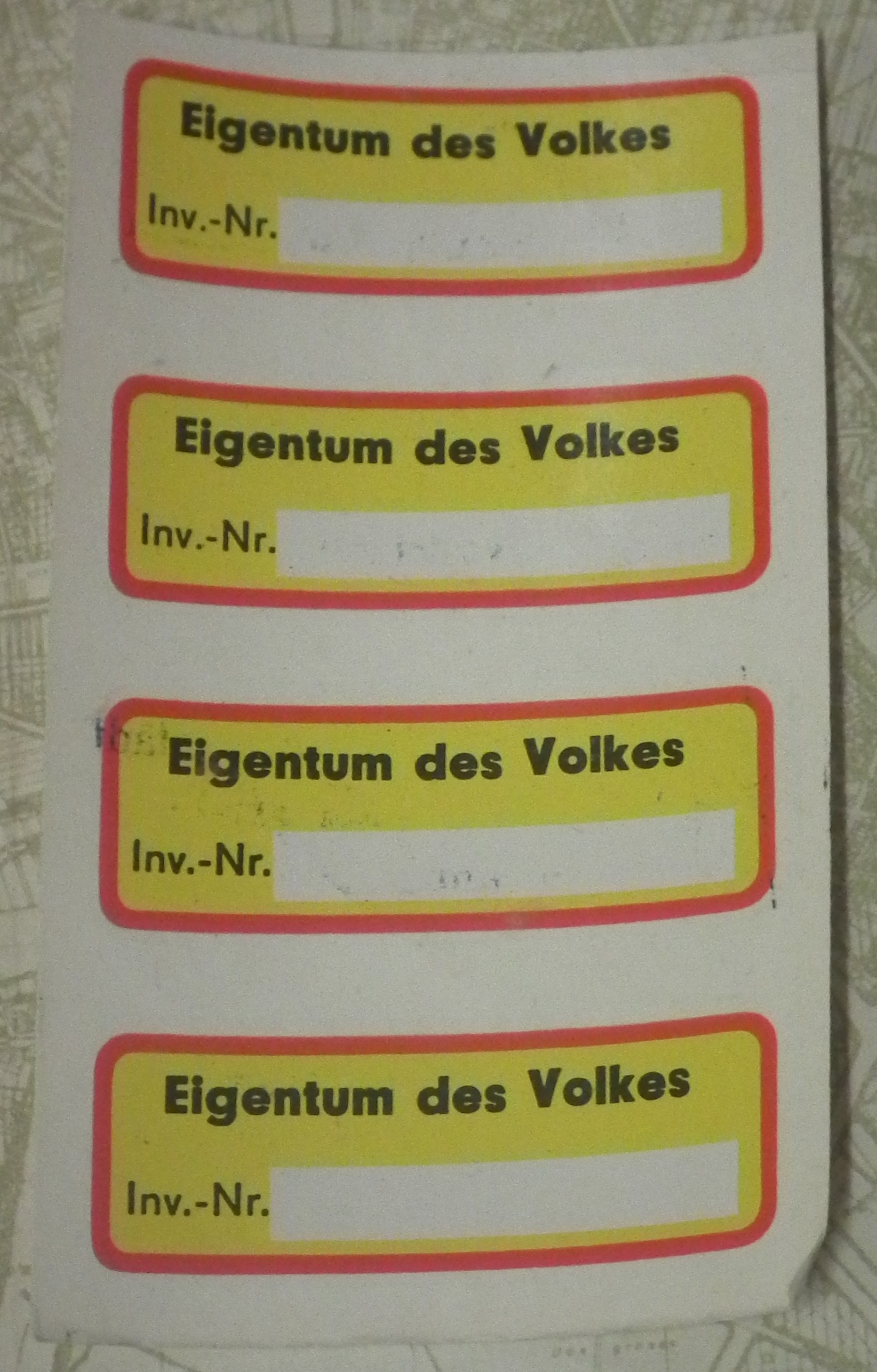
Inventar in Betrieben oder Schulen der DDR wurde als Volkseigentum durch einen solchen Aufkleber mit Inventar-Nummer kenntlich gemacht.

Das Inventar (lateinisch inventarium „Gesamtheit des Gefundenen“) ist im Rechnungswesen ein Bestandsverzeichnis aller Vermögensgegenstände und Schulden eines Unternehmens zu einem bestimmten Stichtag. In Rechtstexten und im allgemeinen Sprachgebrauch wird der Begriff Inventar in zwei unterschiedlichen Bedeutungen verwendet. Einerseits für eine Sachgesamtheit von Sachen, die in einem jeweils angegebenen Zusammenhang stehen (z. B. Grundstücksinventar). Andererseits für ein Verzeichnis von selbstständigen Sachen einer Sachgesamtheit,  (z. B. Inventar eines Nachlasses). Im Rahmen von Inventarisationsprojekten der Kunstwissenschaft werden umfangreiche Inventare, vor allem für Denkmäler, erstellt. Im Archivwesen wurden seit dem 19. Jahrh. die im Zuge der archivischen Verzeichnung erstellten Repertorien unter dem Titel „Inventar“ in langen Veröffentlichungsreihen publiziert. Die Unterscheidung in lebendes (Vieh und Haustiere) und totes (Einrichtungsgegenstände und Betriebsmittel) Inventar bei einer Sachgesamtheit kommt in Rechtsvorschriften nicht vor, wird jedoch häufig bei vertraglichen Regelungen verwendet (siehe  Rechtsfragen).

## Allgemeines
Dem Inventar vorausgegangen ist die Inventur. Die Arbeitsergebnisse der Inventur werden schriftlich in einem Verzeichnis festgehalten, das Inventar genannt wird. Voraussetzung einer ordnungsmäßigen Buchführung und Bilanzierung sind Bestandsaufnahmen über das Unternehmensvermögen und die Schulden am Anfang und Ende des Geschäftsjahrs. Sie weisen nach, dass Vermögensgegenstände und Schulden tatsächlich existieren. Der Nachweis körperlich vorhandener Vermögensgegenstände erfolgt dabei im Rahmen der Inventur durch Zählen, Messen oder Wiegen. Gezählt werden beispielsweise Stückzahlen (Anzahl der Personenkraftwagen eines Fuhrparks), gemessen werden Liter (Getränke) oder Längen (Ellenwaren) und gewogen werden Gewichte (Fleisch).

## Geschichte
Im römischen Recht führte Justinian I. im Jahre 531 n. Chr. das Privileg der Inventarerrichtung (lateinisch beneficium inventarii) zum Schutz des Erben gegen Überschuldung des Nachlasses ein, nachdem bis dahin Erben für die Erbschaftsschulden unbegrenzt hafteten. Durch das neue Recht erlangte der Erbe die Möglichkeit, seine Haftung für Schulden des Erblassers auf den Nachlass zu beschränken. Der Erbe musste hierfür innerhalb einer Frist von 30 Tagen nach Delation mit der Aufstellung über die Erbschaft („Inventarium“) beginnen. Es handelte sich um eine gesetzliche Frist, innerhalb der die Erben von diesem Recht Gebrauch machen mussten.
Das Inventarium tauchte im Spätmittelalter Deutschlands erstmals in den Nürnberger Stadtrechtsreformation ab 1479/1484 auf, die es als „benennung und beschreibung der habe“ erklärte. Die Wormser Reformation ab 1498 wählte „inventari machen“, die Reformation in Frankfurt am Main (1509) und das Stadtrecht von Freiburg im Breisgau (1520) verwendeten die Bezeichnung „inventarium machen“. Im Jahre 1526 kam das Wort „inventari“ erstmals als Verzeichnis des „haab und guet“ auf. Das Inventarium beinhaltete in dieser Form den gesamten Erbschaftsbesitz eines Bürgers.
Die bisherige ausschließliche Verwendung als Nachlassverzeichnis änderte sich im Jahre 1494, als der italienische Mathematiker Luca Pacioli verlangte, dass jeder Kaufmann seine Geschäftstätigkeit mit einem sorgfältigen Inventar (italienisch inventario) beginnen müsse, indem er „zuerst auf einem Blatt oder in einem besonderen Buch das einschreibt, was er in der Welt an Immobilien und Mobilien zu besitzen glaubt“. Im dritten Kapitel seines Traktates präsentierte Pacioli ein beispielhaftes Muster eines Inventars mit allen seinen Erfordernissen (italienisch forma exemplare con tutte sue solennité in l’inventario requisite). Es umfasste auch die Schulden und Forderungen, letztere getrennt nach Debitoren „von gutem Geld“ und Schuldnern „von schlechtem Geld“. Pacioli erkannte bereits, dass die Inventur die Geschäfte stören könne.
Ersichtlich erstmals im Zusammenhang mit Kaufleuten erschien in Deutschland der Inventurbegriff im Jahre 1624, als der Rechenmeister und Buchhalter Christoph Achatius Hager (1584–1657) voraussetzte, dass „der Schluß einer Rechnung nach gehaltener Inventur…“ vorzunehmen sei. Georg Nicolaus Schurtz verlangte im Jahre 1692, dass, „ehe sich aber der Netto-Gewinn zeigen thut, müssen vorhero alle Waaren … saldirt, der Gewinn oder Verlust abgeschrieben, die vorhandene Waaren oder das gantze Handlungs-Vermögen inventirt, abgewogen, abgemessen, abgezählt und ästimirt [geschätzt, d. Verf.]… werden“. Damit erkannte auch er die Inventarisierung als wesentliche Grundlage der Schlussbilanz an, obgleich er die Inventur wegen der damit verbundenen Mühe nicht in jedem Jahr für notwendig erachtete.
In Frankreich erarbeitete inzwischen der Kaufmann Jacques Savary im März 1673 das französische Handelsrecht (französisch Ordonnance de Commerce), das erstmals im Kapitel III („Führung der Bücher, Aufstellung der Inventare“) das Erfordernis eines zweijährigen Inventars (französisch inventaire) als Ergänzung der doppelten Buchführung berücksichtigte. Es sprach bereits von der Bilanzwirkung dieses Inventars (französisch balance de cet inventaire), jedes Handelsgewerbe müsse mit einer Inventur beginnen. Savarys Gesetzeskommentar zur „Ordonnance de Commerce“ aus 1675 erklärte den Zweck der Inventurvornahme und damit eines materiell sinnvollen Kontenabschlusses. Die Bilanz bildete Savary zufolge den Abschluss des Inventars.
Samuel Oberländer verstand 1721 unter dem Inventarium ein schriftliches Verzeichnis, in dem die einer Erbschaft unterworfenen Dinge verzeichnet werden. Im Jahre 1751 definierte der Jurist Christian Gottlieb Buder das Inventarium als „ein vollstaendiges verzeichnis der gesammten verlassenschaft des verstorbenen, dessen haab und gueter, liegend und fahrend, auch brief-register, schulden und gegenschulden enthaltend, welches in beyseyn der miterben, legatariorum [Vermächtnisnehmer, d. Verf.] und glaͤubiger, oder durch einen notarium und zeugen, aufgerichtet werden muß“. Erst das Allgemeine Preußische Landrecht (APR) vom Juni 1794 übernahm das Inventarium in I 2 §§ 103 ff. APR (als Bestandsverzeichnis für die Bilanz) und die „Rechtswohltat des Inventarii“ in I 9 § 420 APR (bei Erbschaften) und berücksichtigte damit beide Bedeutungsformen. Das vom Juni 1811 stammende österreichische Allgemeine bürgerliche Gesetzbuch kannte ebenfalls das Inventarium. Der sprachliche Übergang vom Inventarium zum Inventar erfolgte ersichtlich erstmals im März 1865 im Bürgerlichen Gesetzbuch für das Königreich Sachsen. Die Überzeugung vom Zustand des Vermögens und seiner Veränderung verschaffe man sich durch Inventur, ihre schriftliche Aufzeichnung hieß 1872 immer noch „Inventarium“.
Der Begriff des Inventars erhielt in der Rechtsgeschichte zwei unterschiedliche Inhalte, nämlich das Merkmal des Nachlassvermögens und des Unternehmensvermögens. Bei der anstehenden Neugestaltung des deutschen Zivil- und Handelsrechts bot sich an, dem Inventarbegriff in beiden Rechtsgebieten einen unterschiedlichen Begriffsinhalt zu geben. In den Motiven zum BGB von 1888 hieß es, dass der im Pachtrecht in § 535 BGB gebrauchte Ausdruck „Inventar“ allgemein verständlich sei und keiner Verdeutlichung bedürfe. Von einer Definition sei auch deshalb abzusehen, weil sie mit großen Schwierigkeiten verbunden sei. Deshalb fehlt es an einer Legaldefinition. Das BGB übernahm das Inventar im Januar 1900 auch im Zusammenhang mit der Erbschaft als Nachlassverzeichnis. Nach § 1993 BGB ist der Erbe berechtigt, ein Verzeichnis des Nachlasses (Inventar) beim Nachlassgericht einzureichen (Inventarerrichtung). Es enthält alle Nachlassgegenstände und Nachlassverbindlichkeiten (§ 2001 Abs. 1 BGB). Das gleichzeitig mit dem BGB im Januar 1900 in Kraft getretene Handelsgesetzbuch (HGB) verlangte in § 40 Abs. 4 HGB a. F. für alle Unternehmen, dass „bei der Aufstellung des Inventars und der Bilanz sämtliche Vermögensgegenstände und Schulden nach dem Werte anzusetzen [sind], der ihnen in dem Zeitpunkte beizulegen ist, für welchen die Aufstellung stattfindet“.
Der Betriebswirt Heinrich Nicklisch knüpfte 1932 die „Rechnung zur Ermittlung des Reinvermögens“ zwar an das Inventar an, das Reinvermögen sei jedoch nicht dessen Bestandteil.

## Rechtsfragen
Handels- und Zivilrecht verwenden beim Inventarbegriff verschiedene Begriffsinhalte.

### Handelsrecht
Das Inventar wird im betriebswirtschaftlichen Schrifttum als Arbeitsergebnis der Inventur angesehen, während sich das Handelsrecht am Inventar orientiert und es den Inventarpflichtigen überlässt, wie sie ein den gesetzlichen Vorgaben entsprechendes Verzeichnis zustande bringen. Nach § 240 Abs. 1 und 2 HGB hat jeder Kaufmann zu Beginn seines Handelsgewerbes und danach am Bilanzstichtag eines jeden Geschäftsjahres seine Grundstücke, seine Forderungen und Schulden, den Betrag seines baren Geldes sowie seine sonstigen Vermögensgegenstände genau zu verzeichnen und dabei den Wert der einzelnen Vermögensgegenstände und Schulden anzugeben. „Genau“ bedeutet die vollständige und richtige Inventarisierung aller Bilanzpositionen, wie sie sich aus § 266 HGB ergeben. Insoweit können die gesetzlichen Gliederungsvorschriften der Bilanz beim Inventar übernommen werden. Das Inventar muss die Voraussetzungen des § 239 HGB erfüllen, insbesondere müssen Aufzeichnungen vollständig, richtig, zeitgerecht und geordnet vorgenommen werden. Diese für Handelsbücher geltende Vorschrift ist analog auf Inventare anzuwenden. Da Inventare zu den Bilanzunterlagen zählen, sind die als Druckerzeugnis oder auf Datenträgern gespeicherten Inventare nach § 257 Abs. 1 Nr. 1 HGB zehn Jahre lang aufbewahrungspflichtig.
Enthält das Inventar in formeller oder materieller Hinsicht nicht nur unwesentliche Mängel, ist die Buchführung nicht als ordnungsmäßig anzusehen (Abschnitt R 5.3 Abs. 4 EStR), und die hierauf aufbauende Bilanzierung ist nichtig.

### Bürgerliches Recht
Im Bürgerlichen Gesetzbuch wird der Begriff Inventar in zwei unterschiedlichen Bedeutungen verwendet. Er steht entweder für eine Sachgesamtheit von Sachen, die in einem jeweils in der Rechtsvorschrift angegebenen Zusammenhang stehen, z. B. in einem Raum (Inventar an Büchern), auf einem Grundstück (Grundstücksinventar) oder das Zubehör von Betrieben, oder für ein Verzeichnis von selbstständigen Sachen einer Sachgesamtheit,  (z. B. Inventar eines Nachlasses).
Inventar wird an folgenden Stellen des BGB als Sachgesamtheit verstanden. In § 98 wird im Abschnitt „Sachen und Tiere“ als Inventar von gewerblichen Gebäuden die zum Betrieb bestimmten Maschinen und Gerätschaften sowie bei einem Landgut u. a. das Gerät und Vieh benannt. Die in diesem Zusammenhang oft genannte Unterscheidung in „totes Inventar“, zu dem alle Maschinen und Geräte gehören würden, und „lebendes Inventar“, das vor allem Zug- und Nutzvieh umfassen soll, findet sich im BGB nicht. Wird ein Grundstück mit Inventar verpachtet, so unterliegt nach § 582 „die Erhaltung der einzelnen Inventarstücke“ dem Pächter und § 582a regelt deren Rückgabe nach Beendigung des Pachtverhältnisses. In § 1035 wird der Nießbrauch an einem „Inbegriff von Sachen“ geregelt und eine Mitwirkungspflicht bei der „Aufnahme eines Verzeichnisses der Sachen“ vorgeschrieben. Der Nießbrauch von Grundstücken samt Inventar ist Gegenstand des § 1048. Der Nießbraucher kann danach über die einzelnen Stücke des Inventars unter bestimmten Einschränkungen verfügen.
Als Verzeichnis wird Inventar an folgenden Stellen des BGB verstanden. Im Eherecht werden im Rahmen der Verwaltung des Gesamtgutes bei ehelichen Gütergemeinschaften für die Fälle einer Erbschaft in § 1432 bzw. § 1455 jeweils bestimmte Ehegatten ermächtigt, Inventare über die angefallenen Erbschaften zu errichten. Im Erbrecht ist der Erbe nach § 1993 berechtigt, ein „Verzeichnis des Nachlasses (Inventar)“ bei dem Nachlassgericht einzureichen. Dieser Vorgang wird als „Inventarerrichtung“ bezeichnet. Dagegen wird in dem Fall, dass ein Testamentsvollstrecker bestimmt wird, dieser nach § 2215 verpflichtet, dem Erben ein Nachlassverzeichnis mitzuteilen, in dem die seiner Verwaltung unterliegenden Nachlassgegenstände und die bekannten Nachlassverbindlichkeiten aufgeführt sind. Dem Erben hat er bei der Aufnahme des Inventars Beihilfe zu leisten. Im BGB werden also das Nachlassverzeichnis des Testamentsvollstreckers und das Inventar des Erben als unterschiedliche Verzeichnisse aufgefasst. Der im juristischen Sprachgebrauch geläufige Begriff „Nachlassinventar“ ist dagegen nicht eindeutig. Er wird sowohl im Sinne des Inventars des Erben als auch als anderer Ausdruck für Nachlassverzeichnis benannt. Schließlich wird im Falle eines Erbschaftskaufes in § 2383 der Errichtung des Inventars durch den Verkäufer oder den Käufer gedacht.

## Inventarversicherung
Die Inventarversicherung ist eine Sachversicherung für Unternehmen und auch unter den Namen Gewerbeversicherung, Inhaltsversicherung oder gebündelte Geschäftsversicherung bekannt. Der Versicherungsumfang kann das gesamte Inventar eines Unternehmens oder Teile hiervon erfassen. Mitversichert sind außerdem in einem festgelegten Umfang Bargeld und Wertsachen, Datenträger und Muster bei sachgerechter Lagerung. Auch das Eigentum der Arbeitnehmer oder fremdes Eigentum, das in den Geschäftsräumen oder auf dem Betriebsgrundstück gelagert wird, ist versicherbar. Die Inventarversicherung ersetzt versicherte Schäden zum Neuwert, so dass sich der Versicherungsnehmer im Versicherungsfall Ersatz beschaffen kann. Versichert werden die Gefahren Feuer, Leitungswasser, Sturm/Hagel, Einbruchdiebstahl einschließlich Vandalismus und Glasbruch.

## International
In Österreich verlangt § 191 Abs. 1 UGB die Aufzeichnung der Vermögensgegenstände und Schulden, auch für den Schluss des Geschäftsjahres (§ 191 Abs. 2 UGB). Das Inventar ist hiernach ein Verzeichnis aller zum Betrieb des Unternehmens gehörenden Vermögensgegenstände einschließlich der Verbindlichkeiten unter Angabe aller Werte.
In der Schweiz verlangt Art. 958c Abs. 2 OR von rechnungslegungspflichtigen Unternehmen, dass diese den Bestand der einzelnen Positionen in der Bilanz und im Anhang durch ein Inventar oder alternativ dazu auf andere Art nachzuweisen haben. Die Durchführung der Inventur und die Aufstellung des Inventars folgen aktienrechtlich dem Grundsatz der ordnungsmäßigen Rechnungslegung gemäß Art. 662a OR, insbesondere nach den Grundsätzen der Vollständigkeit, Klarheit und Vorsicht.
Die IFRS erwähnen das Inventar nicht und setzen es bei der Bilanzierung der Vorräte voraus, sie legen den Schwerpunkt auf deren Bewertung. In IAS 8.10 ist für den Fall, dass eine Gegebenheit von keinem IAS-Standard oder keiner Interpretation geregelt ist, auch die Übernahme von Verlautbarungen anderer Rechnungslegungsstandards vorgesehen. Über diese Öffnungsklausel findet auch das Inventar Anerkennung in den IFRS.